# Jacques Dupont de Bussac
Pour les articles homonymes, voir Dupont ou Dupond.
Jacques François Dupont de Bussac est un homme politique français né le 7 février 1803 à Paris et mort le 22 septembre 1873 à Paris.

## Biographie
Avocat à Paris, il collabore aux journaux d'opposition. Participant actif aux journées de Juillet 1830, il refuse un poste de procureur du roi pour ne pas avoir à prêter serment de fidélité à la royauté. Un temps dans les services du contentieux de la banque Laffitte, il revient au barreau. Il est régulièrement suspendu pour motifs politiques, plaidant pour des opposants.
En février 1848, il est sous commissaire du gouvernement à Jonzac, et devient député de la Charente-Maritime de 1848 à 1849, siégeant au groupe d'extrême gauche de la Montagne. Battu aux élections de 1849 en Charente-Maritime, il est député de l'Isère de 1850 à 1851. Proscrit lors du coup d’État du 2 décembre 1851, il se réfugie en Angleterre puis en Belgique, avant de revenir, en 1859 et de reprendre ses activités d'avocat à Paris.

## Sources
- « Jacques Dupont de Bussac », dans Adolphe Robert et Gaston Cougny, Dictionnaire des parlementaires français, Edgar Bourloton, 1889-1891 [détail de l’édition]